# Чотиригорбкове тіло
Чотиригорбкове тіло (лат. corpora quadrigemina, букв. — «четверисті тіла») — назва чотирьох утворів на даху середнього мозку, що включають у себе верхні і нижні горбки. Чотиригорбкове тіло утворюється дахом середнього мозку (tectum mesencephali), тому його ще називають пластинкою даху (lamina tecti) або чотиригорбковою пластинкою (lamina quadrigemina).
У чотиригорбковому тілі можна виділити такі складові: два верхні горбки (colliculi superiores) і два нижні горбки (colliculi inferiores). Всі чотири горбки утворені двома борознами (поздовжньою і поперечною) на даху середнього мозку.
Чотиригорбкове тіло є рефлекторним центром, що відповідає за слух і зір. Верхні горбки є підкірковими центрами зору, нижні — підкірковими центрами слуху. Між верхніми горбками в плоскій канавці лежить шишкоподібне тіло.